# Carposina apousia
Carposina apousia is een vlinder uit de familie van de Carposinidae. De wetenschappelijke naam van de soort is voor het eerst geldig gepubliceerd in 1971 door Clarke.